# Фейетт (округ, Пенсильвания)
Округ Фейетт (англ. Fayette County) располагается в штате Пенсильвания, США. Официально образован 26 сентября 1783 года. По состоянию на 2010 год, численность населения составляла 136 606 человека.

## География
По данным Бюро переписи США, общая площадь округа равняется 2066,822 км2, из которых 2046,102 км2 суша и 20,72 км2 или 0,98 % это водоёмы.

## Население
По данным переписи населения 2010 года в округе проживает 136 606 жителей в составе 59 969 домашних хозяйств и 41 198 семей. Плотность населения составляет 73,00 человека на км2. На территории округа насчитывается 66 490 жилых строений, при плотности застройки около 32-х строений на км2. Расовый состав населения: белые — 95,30 %, афроамериканцы — 3,51 %, коренные американцы (индейцы) — 0,11 %, азиаты — 0,22 %, гавайцы — 0,01 %, представители других рас — 0,11 %, представители двух или более рас — 0,73 %. Испаноязычные составляли 0,38 % населения независимо от расы.
В составе 28,7 % из общего числа домашних хозяйств проживают дети в возрасте до 18 лет, 51,8 % домашних хозяйств представляют собой супружеские пары проживающие вместе, 12,4 % домашних хозяйств представляют собой одиноких женщин без супруга, 31,3 % домашних хозяйств не имеют отношения к семьям, 28 % домашних хозяйств состоят из одного человека, 14,5 % домашних хозяйств состоят из престарелых (65 лет и старше), проживающих в одиночестве. Средний размер домашнего хозяйства составляет 2,43 человека, и средний размер семьи 2,96 человека.
Возрастной состав округа: 22,7 % моложе 18 лет, 7,7 % от 18 до 24, 27,2 % от 25 до 44, 24,2 % от 45 до 64 и 24,2 % от 65 и старше. Средний возраст жителя округа 40 лет. На каждые 100 женщин приходится 91,8 мужчин. На каждые 100 женщин старше 18 лет приходится 87,6 мужчин.